# American Economic Association
Pour les articles homonymes, voir AEA.
L'American Economic Association (association américaine d'économie, AEA) est une société savante en économie et la plus plus ancienne et la plus connue des organisations en la matière. Elle a été fondée en 1885 et compte aujourd'hui 23 000 membres. Sa présidente depuis 2024 est l'économiste canadienne Janet Currie.

## Histoire
L'AEA a été créée en 1885 à Saratoga Springs dans l'état de New York par de jeunes économistes progressistes formés à l'école historique allemande, dont Richard T. Ely, Edwin Robert Anderson Seligman (en) et Katharine Coman, la seule femme cofondatrice. Depuis 1900, l'association est sous le contrôle d'universitaires,.
Les objectifs de l'association sont les suivants :
1. L'encouragement de la recherche économique, en particulier l'étude historique et statistique des conditions réelles de la vie industrielle ;
2. L'édition de publications sur des sujets économiques ;
3. L'encouragement à une parfaite liberté de discussion économique. L'Association en tant que telle n'adoptera aucune attitude partisane, ni n'engagera ses membres à prendre une quelconque position sur des questions économiques pratiques.

L'association publie l'une des revues académiques les plus prestigieuses en économie : l'American Economic Review,.
Autrefois composée principalement de professeurs d'économie de collèges et d'universités, l'association, dont le siège se trouve à Nashville dans le Tennessee, attire aujourd'hui un nombre croissant de membres issus du monde des affaires et de groupes professionnels. Aujourd'hui, elle compte environ 23 000 membres, dont plus de la moitié sont des universitaires. Environ 15 % d'entre eux sont employés dans le commerce et l'industrie, et les autres travaillent en grande partie pour le gouvernement fédéral, les États américains et les collectivités locales ou d'autres organisations à but non lucratif.

## Présidents de l'association
En 2023, la présidente de l'association est Susan Athey et la présidente-élue est Janet Currie. En 2021, 18% des présidents étaient des anciens résidents et 20 % des enseignants de l'université Harvard.
Les anciens présidents de l'association sont:
- 1886–92 Francis Amasa Walker
- 1893 Charles Franklin Dunbar
- 1894—95 John B. Clark
- 1896-97 Henry Carter Adams
- 1898—99 Arthur Twining Hadley
- 1900—01 Richard T. Ely
- 1902—03 Edwin Robert Anderson Seligman
- 1904—05 Frank W. Taussig
- 1906—07 Jeremiah Jenks
- 1908 Simon N. Patten
- 1909 Davis R. Dewey
- 1910 Edmund J. James
- 1911 Henry W. Farnam
- 1912 Frank A. Fetter
- 1913 David Kinley
- 1914 John H. Gray
- 1915 Walter F. Willcox
- 1916 Thomas N. Carver
- 1917 John R. Commons
- 1918 Irving Fisher
- 1919 Henry B. Gardner
- 1920 Herbert J. Davenport
- 1921 Jacob H. Hollander
- 1922 Henry Rogers Seager
- 1923 Carl C. Plehn
- 1924 Wesley C. Mitchell
- 1925 Allyn A. Young
- 1926 Edwin W. Kemmerer
- 1927 Thomas Sewall Adams
- 1928 Fred M. Taylor
- 1929 Edwin Francis Gay
- 1930 Matthew B. Hammond
- 1931 Ernest L. Bogart
- 1932 George E. Barnett
- 1933 William Z. Ripley
- 1934 Harry A. Millis
- 1935 John Maurice Clark
- 1936 Alvin S. Johnson
- 1937 Oliver W. Sprague
- 1938 Alvin H. Hansen
- 1939 Jacob Viner
- 1940 Frederick C. Mills
- 1941 Sumner H. Slichter
- 1942 Edwin G. Nourse
- 1943 Albert B. Wolfe
- 1944 Joseph S. Davis
- 1945 Isaiah Leo Sharfman
- 1946 Emanuel Goldenweiser
- 1947 Paul H. Douglas
- 1948 Joseph Schumpeter
- 1949 Howard S. Ellis
- 1950 Frank H. Knight
- 1951 John H. Williams
- 1952 Harold A. Innis
- 1953 Calvin B. Hoover
- 1954 Simon Kuznets
- 1955 John D. Black
- 1956 Edwin E. Witte
- 1957 Morris A. Copeland
- 1958 George W. Stocking
- 1959 Arthur F. Burns
- 1960 Theodore W. Schultz
- 1961 Paul A. Samuelson
- 1962 Edward Mason
- 1963 Gottfried Haberler
- 1964 George J. Stigler
- 1965 Joseph Spengler
- 1966 Fritz Machlup
- 1967 Milton Friedman
- 1968 Kenneth E. Boulding
- 1969 William J. Fellner
- 1970 Wassily Leontief
- 1971 James Tobin
- 1972 John Kenneth Galbraith
- 1973 Kenneth J. Arrow
- 1974 Walter W. Heller
- 1975 Robert Aaron Gordon
- 1976 Franco Modigliani
- 1977 Lawrence R. Klein
- 1978 Tjalling C. Koopmans
  - Jacob Marschak meurt avant de prendre sa fonction
- 1979 Robert M. Solow
- 1980 Moses Abramovitz
- 1981 William J. Baumol
- 1982 H. Gardner Ackley
- 1983 W. Arthur Lewis
- 1984 Charles L. Schultze
- 1985 Charles P. Kindleberger
- 1986 Alice M. Rivlin (première femme présidente)
- 1987 Gary S. Becker
- 1988 Robert Eisner
- 1989 Joseph A. Pechman
- 1990 Gérard Debreu
- 1991 Thomas C. Schelling
- 1992 William S. Vickrey
- 1993 Zvi Griliches
- 1994 Amartya K. Sen
- 1995 Victor R. Fuchs
- 1996 Anne Krueger
- 1997 Arnold C. Harberger
- 1998 Robert W. Fogel
- 1999 D. Gale Johnson
- 2000 Dale W. Jorgenson
- 2001 Sherwin Rosen
- 2002 Robert E. Lucas, Jr.
- 2003 Peter A. Diamond
- 2004 Martin S. Feldstein
- 2005 Daniel L. McFadden
- 2006 George A. Akerlof
- 2007 Thomas J. Sargent
- 2008 Avinash K. Dixit
- 2009 Angus S. Deaton
- 2010 Robert E. Hall
- 2011 Orley C. Ashenfelter
- 2012 Christopher A. Sims
- 2013 Claudia Goldin
- 2014 William D. Nordhaus
- 2015 Richard Thaler
- 2016 Robert Shiller
- 2017 Alvin E. Roth
- 2018 Olivier Blanchard
- 2019 Ben Bernanke
- 2020 Janet Yellen
- 2021 David Card
- 2022 Christina Romer

## Publications
L'AEA publie traditionnellement trois journaux académiques : l'American Economic Review, le Journal of Economic Literature et le Journal of Economic Perspectives. Depuis janvier 2009, l'AEA publie quatre nouvelles revues, l'American Economic Journal: Macroeconomics, l'American Economic Journal: Economic Policy, l'American Economic Journal: Applied Economics et l'American Economic Journal: Microeconomics. L'association est aussi responsable d'une base de données bibliographique analysant et indexant, depuis 1969, la littérature internationale dans le domaine des sciences économiques et financières mais aussi sociales, EconLit.

## Conférences
L'AEA organise une réunion annuelle durant laquelle ses membres présentent des articles de recherche. Cette réunion est aussi un important lieu de recrutement de jeunes économistes (job market).

## Distinctions
L'AEA décerne la médaille John-Bates-Clark. Traditionnellement attribuée tous les deux ans, elle est attribuée annuellement depuis 2010. En 2007, Susan Athey a été la première femme à être primée. L'AEA décerne également le prix Elaine-Bennett pour la recherche, créé en 1998.

## CSWEP
En 1971, l'AEA crée un Comité pour le statut des femmes dans la profession économique, le CSWEP (Committee on the Status of Women in the Economics Profession), créé pour documenter la situation des femmes dans la profession, et accroître l'égalité des chances pour les femmes. Le comité, qui poursuit son travail de nos jours, a été dirigé pour la première fois par Carolyn Shaw Bell.